# Jaroslav Houf
Jaroslav Houf alias Fo-Fi-Fo (též FoFiFo či Fofifo) (25. března 1917, Novosedly okr. Strakonice – 29. ledna 1970, Praha) byl český fotograf a fotoreportér působící nejprve v četných pražských listech a posléze majitel fotoateliéru Fo-Fi-Fo v Karlových Varech.

## Život
Jaroslav Houf se narodil roku 1917. Pracoval jako fotoreportér pro přední pražské obrázkové a denní listy Hvězda, Ahoj, Pražanka, Zpravodaj a Ozvěny. Pohyboval se v uměleckých kruzích a byl tvůrcem řady fotografií známých herců pro kina i reklamu. V prvních květnových dnech roku 1945 se jako velitel 25. skupiny v Praze II. (hájila ulice Jungmannovu, Lazarskou, Vodičkovu, Vladislavovu a Václavské náměstí) účastnil Pražského povstání.  Již 10. května, vyslán redakcí pražských novin, přijel jako fotoreportér do Karlových Varů, aby na Karlovarsku a v pohraničí zdokumentoval poválečnou atmosféru.  Stal se oficiálním fotografem Okresní správní komise. Po krátkém působení v Karlových Varech si otevřel fotoateliér Fo-Fi-Fo a začal podnikat. 
V listopadu 1950 odmítl nabídku stát se předsedou vznikajícího družstva Fotografia a podařilo se mu soukromě podnikat do roku 1954. Stal se nepohodlným,  archiv negativů fotoateliéru Fo-Fi-Fo byl prohlášen za místo špionážních materiálů a fotograf Jaroslav Houf byl 12. prosince 1953 zatčen a spolu se svým bratrem Františkem souzen. Soud se konal 12. dubna 1954 a Jaroslav byl odsouzen na čtyři a půl roku. Trest si odpykával v dolech ve věznici ve Rtyni v Podkrkonoší. Rodina byla z Karlových Varů vystěhována a Jaroslav se pak do města už nesměl natrvalo vrátit – a když, tak pouze na několikahodinovou návštěvu s policejním povolením.
Rodina žila v Praze a fotoreportér Jaroslav Houf pracoval jako dělník v továrně. Podle vzpomínek syna Kristiana nebyli manželé Houfovi šťastní, často docházelo k neshodám a manželství se nakonec rozpadlo. Nora Houfová, rakouská státní příslušnice, se s mladším synem odstěhovala do Vídně a starší syn Kristian zůstal se svým otcem v Praze.
Při invazi vojsk Varšavské smlouvy do Československa 21. srpna 1968 se Jaroslav účastnil odporu v pražských ulicích.
Zemřel za nevyjasněných okolností 29. ledna 1970 ve věku 52 let v Praze.

## Fotografická tvorba
Jaroslav Houf byl fotografem originálním, houževnatým a velmi akčním, oddaným své profesi. Jeho heslo „Ve dne v noci k dispozici“ platilo za všech okolností. Když odjížděl 10. května 1945 z Prahy do Karlových Varů, měl fotoaparáty Rolleiflex a Leica, v pohnutých květnových dnech 1945 pracoval i vypůjčenou kamerou Movikon. Fotoateliér Fo-Fi-Fo v centru Karlových Varů (dnes vedle kina Čas) přitahoval pozornost. Ne každý byl ale schopen identifikovat původ zkratek tohoto zvláštního názvu. Zkratky „fo“ a „fi“, tedy „foto“ a „film“ byly odvoditelné, ovšem to „fo“ na konci bylo typické pro svérázného fotografa. Znamenalo „fousy“, a ty prý měl opravdu výrazné.
Fotograf Jarda Houf i se svým fotoateliérem Fo-Fi-Fo byl velmi populární. V nadsázce se o něm v tisku psalo jako o „Konkurenci karlovarského Vřídla“.

## Rodina

### Manželka Nora
Jaroslav Houf se oženil s rodilou Rakušankou. Byla herečka, hrála (převážně v německém jazyce) v Československu, Německu a Rakousku.

### Syn Kristian

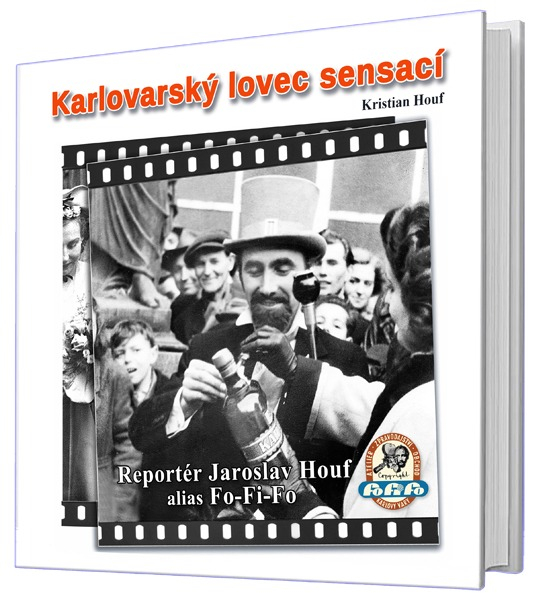
"Karlovarský lovec sensací", kniha vydána v roce 2025

Narodil se 11. března 1949 v Karlových Varech. Přestože byl tehdejším měřítkem považován za syna nepřítele lidově demokratického zřízení, tedy politicky nespolehlivého člověka, díky přátelům z dřívější doby se mohl vyučit kuchařem v Grandhotelu Pupp (tehdy GH Moskva). Poté zde i pracoval. Později byl zaměstnán v různých dalších hotelech – pražském Parkhotelu, u Československých státních lázní, po sametové revoluci 1989 v rakouském Bad Gasteinu, v karlovarském hotelu Dvořák aj.
Na konci 60. a v 70. letech se stýkal s karlovarským disentem, byl členem rockové skupiny a svým postojem patřil k místnímu undergroundu. Později byly jeho koníčkem vodáctví a cyklistika. V amatérském pelotonu se několikrát zúčastnil tras Tour de France a Giro d'Italia. Má dceru Silvii a syna Marcela.
V devadesátých letech se začal více zajímat o historii své rodiny. Pátráním došel k zajímavým poznatkům z poválečného dění na Karlovarsku, které uveřejnil na svých internetových stránkách. Zde popisuje především období květen – listopad roku 1945 v Karlových Varech, ale nejen to.

#### Publikace "Karlovarský lovec sensací"
V roce 2025 vyšla kniha Karlovarský lovec sensací, jejímž autorem je Kristian Houf. Popisuje život svého otce Jaroslava i celé Houfovy rodiny v nesnadném poválečném období. Publikace je nejen historickým rodinným příběhem, ale též sbírkou unikátních fotografií a dokumentů.
Kniha byla vydána k 70. výročí propuštění Jaroslava Houfa z pracovního tábora ve Rtyni v Podkrkonoší a k nedožitému 100. výročí jeho manželky Eleonory. Slavnostní křest knihy se uskutečnil 21. května 2025 v Krajské knihovně Karlovy Vary. Publikaci vydal Kristian Houf ve spolupráce s INFOCENTREM MĚSTA Karlovy Vary, z.ú., náklad 500 ks, ISBN 978-80-11-06358-0.

### Syn Marcel
Mladší syn Marcel se narodil v roce 1951 v Karlových Varech. Od roku 1963 žil a pracoval jako česko-rakouský umělec ve Vídni. Zemřel 25. října 2022 ve věku 70 let.

### Vnuk Marcel
Narodil se 8. dubna 1973 v Karlových Varech. Založil facebookovou skupinu „Karlovy Vary - Karlsbad - fo-fi-fo“ s historickými fotografiemi Karlových Varů a okolí.

## Film Hudba kolonád
Osobnost Jardy Houfa si v roce 1975 vypůjčili filmaři a historici pro postavu „Fi-Fo-To“ v českém hudebním filmu režiséra Vladimíra Síse Hudba kolonád.

## Fotogalerie

Jaroslav Houf na fotografiích v období let 1942 až 1948
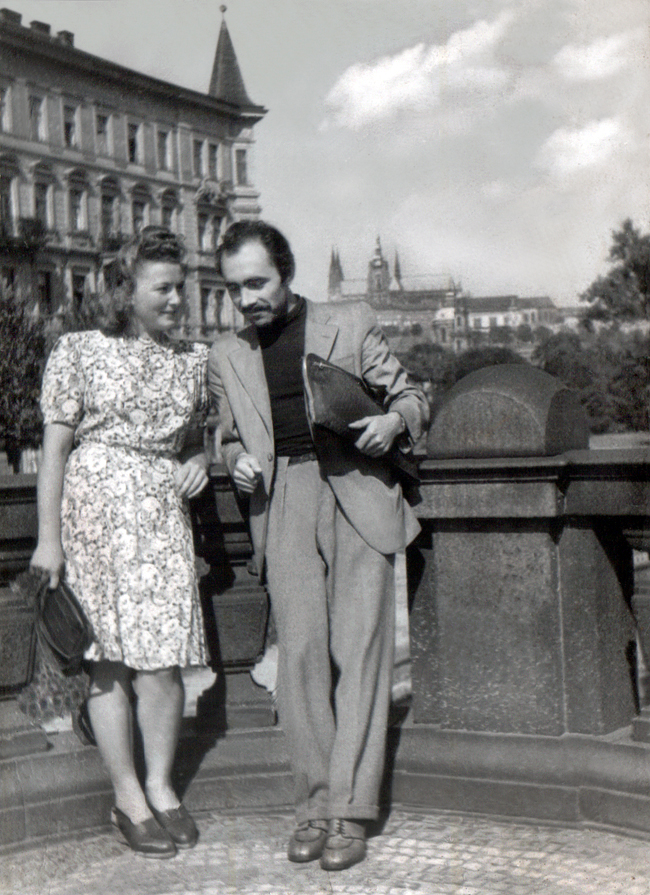
V době studií v Praze na mostě Legií 10. května 1942
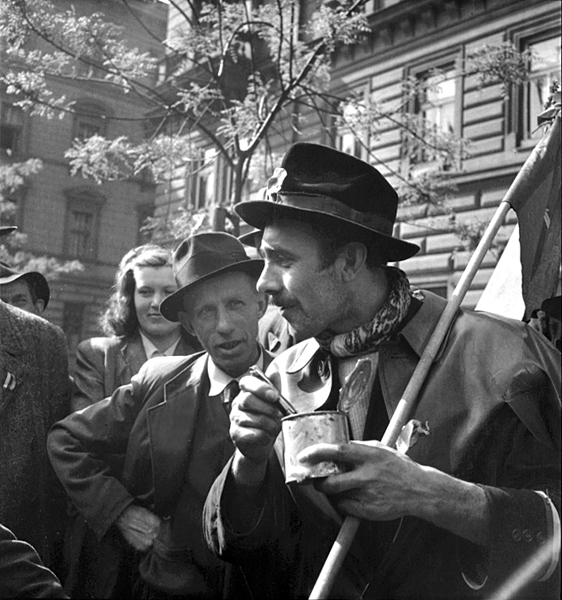
Jako velitel 25. skupiny v Praze II. při Pražském povstání 5. května 1945
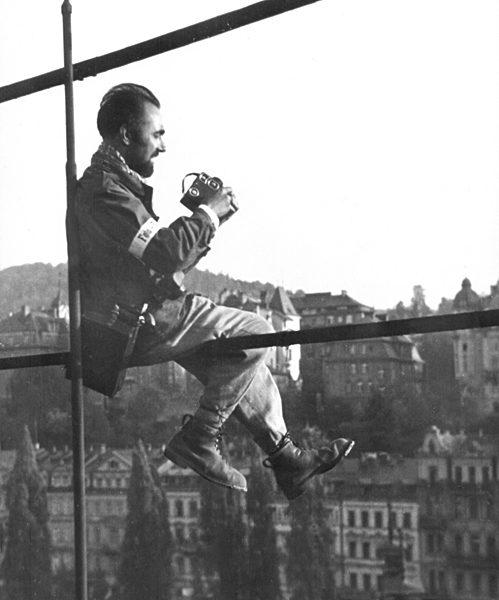
Na střeše karlovarského domu v Bezručově ulici 12. května 1945
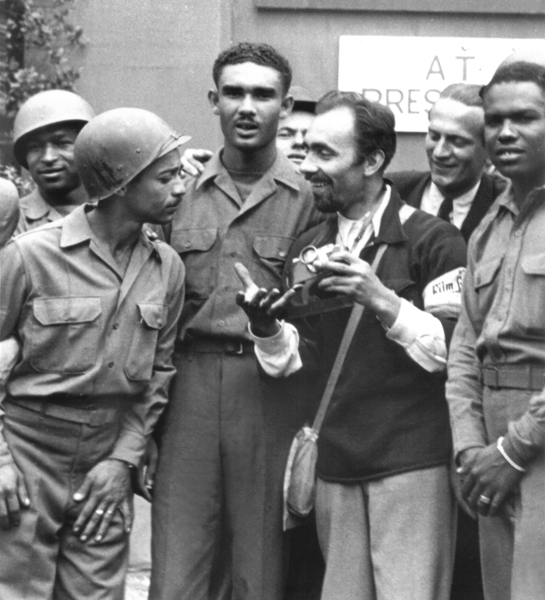
S americkými vojáky na Stalinově náměstí (dnes Dr. M. Horákové) v Karlových Varech 3. června 1945
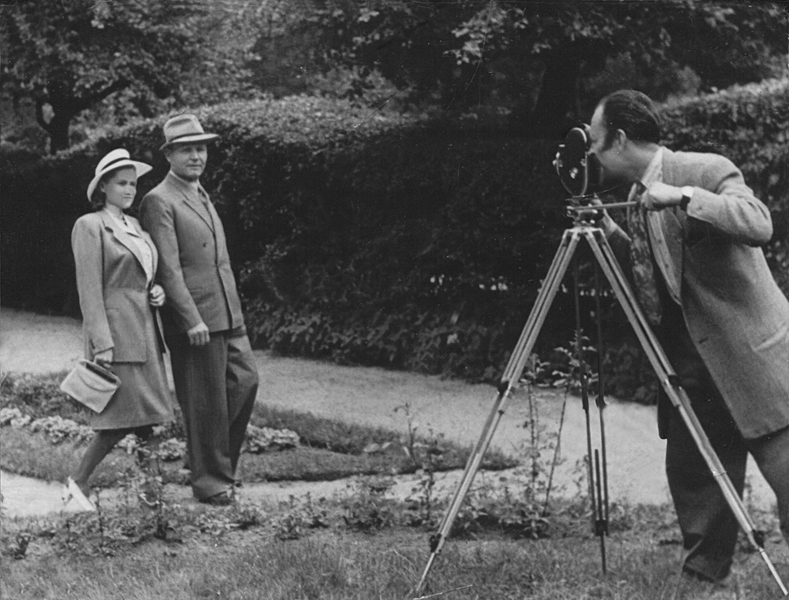
Filmování maršála Koněva ve vile Margareta v Karlových Varech 18. května 1946
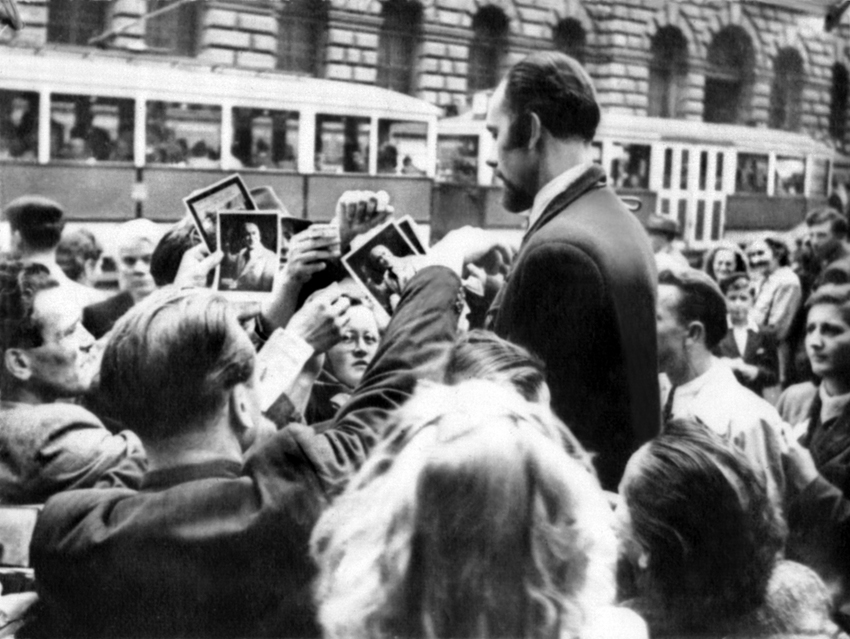
Po úmrtí presidenta Edvarda Beneše, Praha Národní třída 10. září 1948
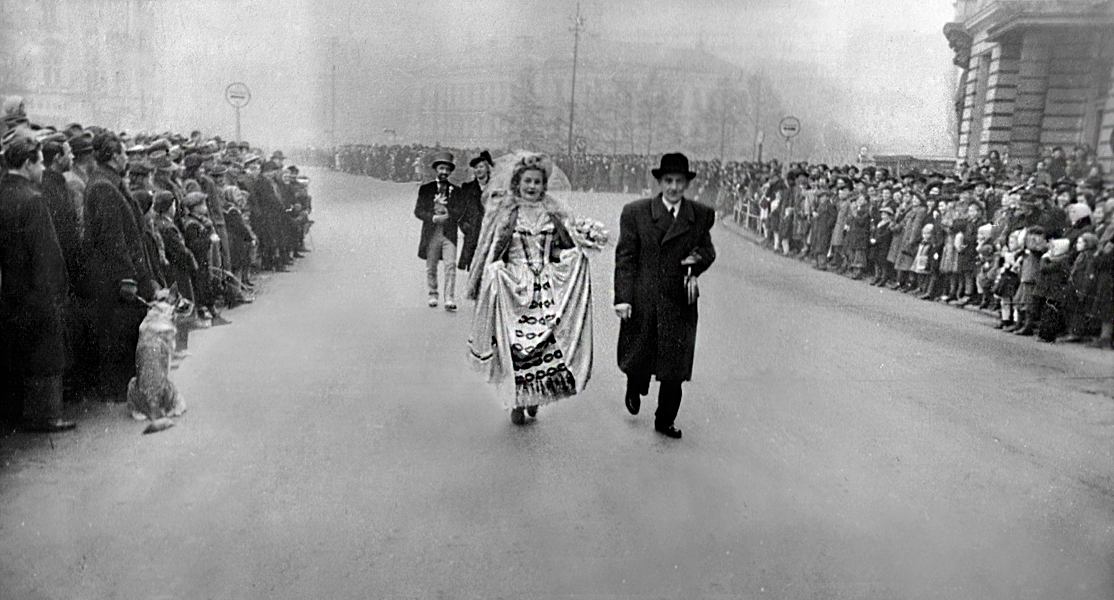
Nevěsta a ženich přicházejí na místo formování svatebního průvodu, u hlavní pošty v Karlových Varech 28. listopadu 1948
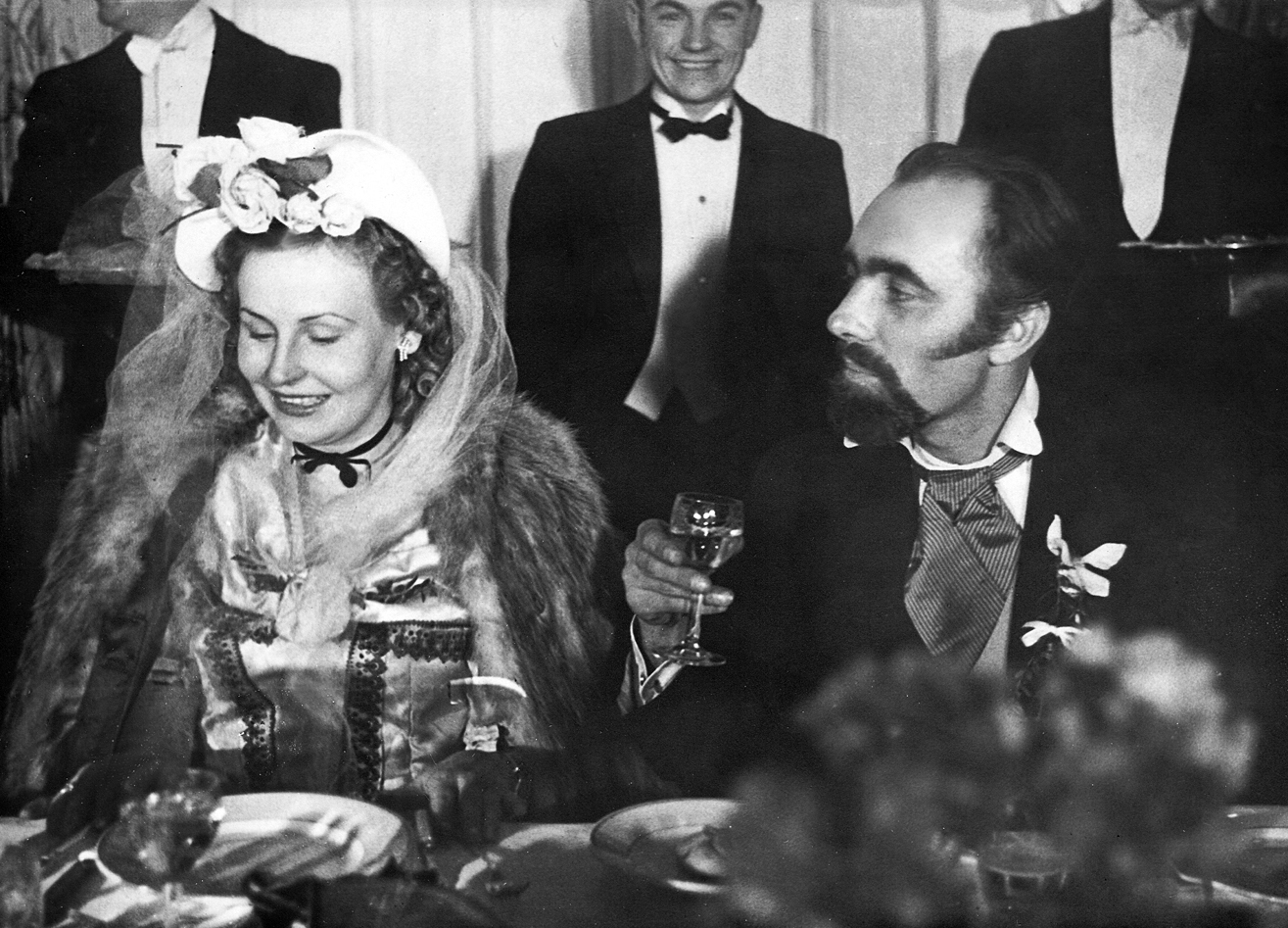
Manželé Houfovi na svatební hostině, v Karlových Varech 28. listopadu 1948
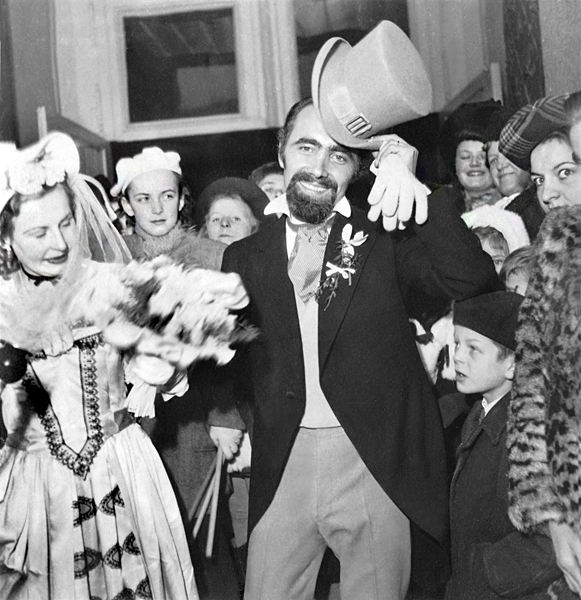
Manželé Houfovi po svatebním obřadu v kostele sv. Máří Magdaleny v Karlových Varech 28. listopadu 1948